# يوكيكو كوباياشي
يوكيكو كوباياشي (باليابانية: 小林夕岐子) هي ممثلة يابانية، ولدت في 6 أكتوبر 1946 في اليابان.

## وصلات خارجية
- يوكيكو كوباياشي على موقع IMDb (الإنجليزية)
- يوكيكو كوباياشي على موقع قاعدة بيانات الفيلم (الإنجليزية)